# Radu Mihaiu
Radu-Nicolae Mihaiu (n. 8 septembrie 1977, Râmnicu Vâlcea, România) este un politician român, ales primar al Sectorului 2 al Bucureștiului la alegerile locale din 2020.
1. ↑  Cine este Radu Mihaiu, candidatul mai puţin cunoscut care a realizat marea surpriză la Primăria Sectorul 2, Digi24, 27 septembrie 2020, arhivat din original la 22 iunie 2021, accesat în 22 iunie 2021
2. ↑  Mihai Roman (27 septembrie 2020), Cine e Radu Mihaiu, surprinzătorul primar al Sectorului 2: Un tânăr IT-ist care vrea să facă spații verzi, parcări și piste de biciclete, plus un mare parc de business, G4 Media, arhivat din original la 3 octombrie 2020, accesat în 22 iunie 2021
3. ↑  Miruna Diaconu (5 octombrie 2020), Radu Mihaiu, primarul ales al sectorului 2 din Capitală: Ne este foarte clar că viziunea reformistă de schimbare a clasei politice începe să ia amploare, Ziarul Financiar, arhivat din original la 7 octombrie 2020, accesat în 22 iunie 2021
4. ↑  Iulia Carciog (27 octombrie 2020), Radu Mihaiu a depus jurământul ca primar al Sectorului 2: Începem cu angajamentele privind salubritatea, auditul și curățenia în școli, AGERPRES, arhivat din original la 22 iunie 2021, accesat în 22 iunie 2021
5. 1 2 3  CV Radu Mihaiu (PDF), arhivat din original (PDF) la 1 noiembrie 2020, accesat în 22 iunie 2021

### Posibile nereguli în procesul de vot intern al USR Sector 2 din 2025
Posibilele nereguli în procesul de vot intern al USR București din iunie 2025 au fost semnalate în urma unei analize statistice a buletinelor de vot, care a identificat grupuri mari de voturi identice, ridicând suspiciuni privind corectitudinea procesului electoral desfășurat în cadrul filialei.

### Context
Alegerile interne pentru conducerea filialei USR București s-au desfășurat în luna iunie a anului 2025. Printre candidați s-a aflat și fostul primar al Sectorului 2, Radu Mihaiu.
În urma votului, au fost identificate două grupuri de buletine de vot completate identic, într-un mod care sugerează un posibil vot dirijat sau lipsa autonomiei în exprimarea opțiunii individuale.
Fiecare buletin de vot conținea 57 de opțiuni, iar apariția unor seturi mari de voturi complet identice este considerată extrem de improbabilă în condiții de vot liber, ceea ce a dus la suspiciuni privind influențarea votului.

### Implicații
Conform analizei, diferența de voturi dintre Radu Mihaiu și contracandidatul său ar fi mai mică decât numărul de buletine de vot identice identificate. Această constatare a ridicat întrebări cu privire la validitatea rezultatelor și la transparența procesului de vot intern.